# Graphogaster altaica
Graphogaster altaica là một loài ruồi trong họ Tachinidae.